# Мексика на летних Олимпийских играх 1928
Мексика принимала участие в летних Олимпийских играх 1928 года в Амстердаме (Нидерланды) в третий раз за свою историю, но не завоевала ни одной медали.

## Состав сборной

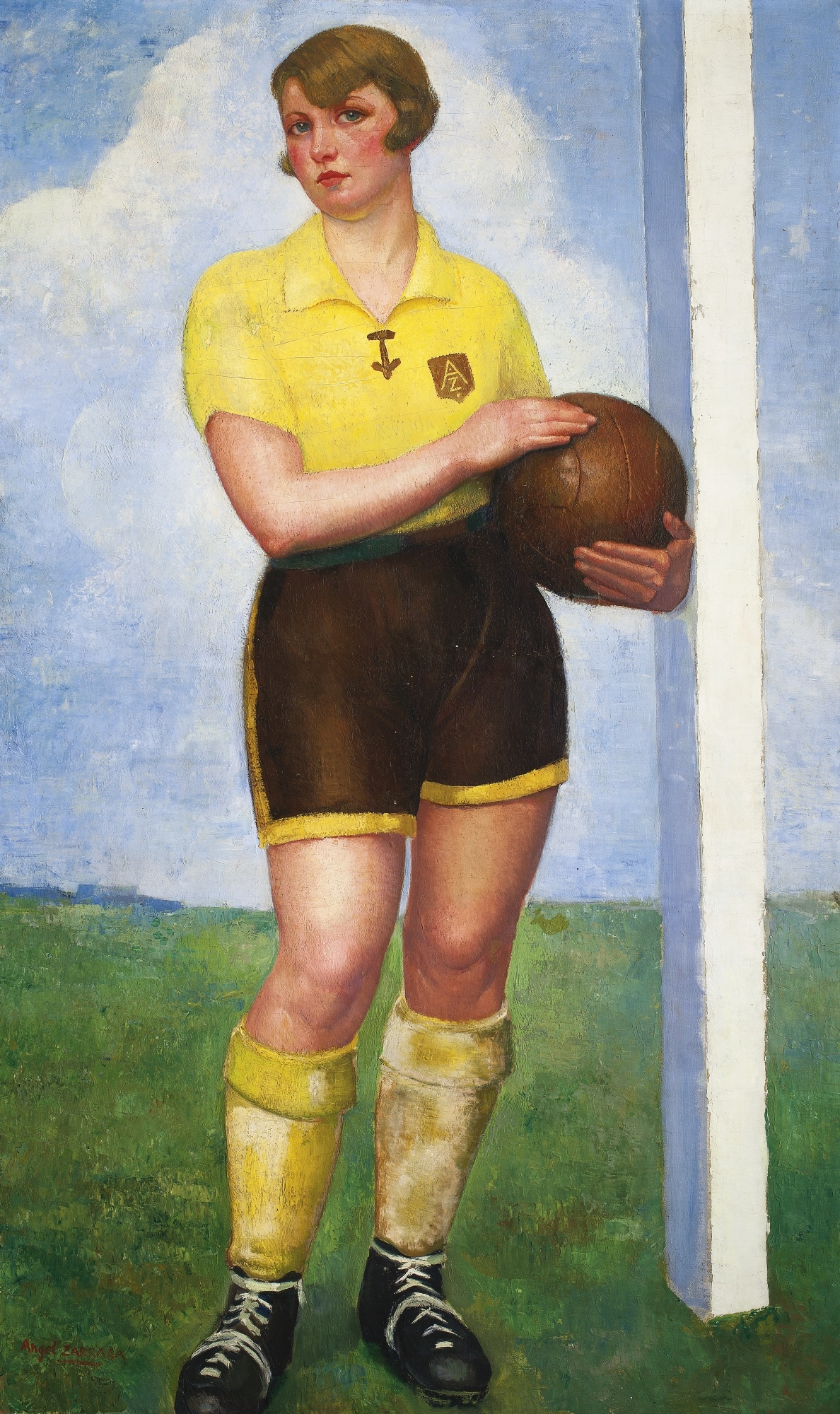
Анхель Саррага. «Футболистка-блондинка», 1926

Сборная страны состояла из 30 человек (все — мужчины), из них 29 спортсменов, которые соревновались в 5 видах спорта.
Кроме того, художник Анхель Саррага принимал участие в конкурсе искусств, представив несколдько живописных работ, посвящённых теме спорта.

## Результаты

### Бокс
Соревнования прошли с 7 по 12 августа. Мексиканским боксёрам не удалось добраться до полуфиналов.
| Спортсмен                  | Весовая категория | 1/32 финала             | 1/16 финала                         | Четвертьфиналы                  | Полуфиналы         | Финал              | Финал |
| Спортсмен                  | Весовая категория | Соперник Результат      | Соперник Результат                  | Соперник Результат              | Соперник Результат | Соперник Результат | Место |
| -------------------------- | ----------------- | ----------------------- | ----------------------------------- | ------------------------------- | ------------------ | ------------------ | ----- |
| Альфредо Гаона             | до 50,8 кг        | Жан Киффер (LUX) Победа | Николаос Фексис (GRE) Победа        | Карло Каваньоли (ITA) Поражение | не участвовал      | не участвовал      | ~5    |
| Фидель Ортис               | до 53,5 кг        | —                       | Витторио Таманьини (ITA) Поражение  | не участвовал                   | не участвовал      | не участвовал      | ~9    |
| Рауль Рамон Талан Гонсалес | до 57,2 кг        | —                       | Каарло Вякевя (FIN) Поражение       | не участвовал                   | не участвовал      | не участвовал      | ~9    |
| Карлос Орельяна            | до 61,2 кг        | —                       | Клайд Сесил Биссетт (RHO) Поражение | не участвовал                   | не участвовал      | не участвовал      | ~9    |

### Прыжки в воду
| Спортсмен          | Соревнование              | Отборочный этап | Отборочный этап | Отборочный этап | Финал         | Финал         | Финал         |
| Спортсмен          | Соревнование              | Очки            | Счёт            | Место           | Очки          | Счёт          | Место         |
| ------------------ | ------------------------- | --------------- | --------------- | --------------- | ------------- | ------------- | ------------- |
| Федерико Марискаль | Трамплин 3 метра, мужчины | 31              | 81,84           | 6               | не участвовал | не участвовал | не участвовал |

### Футбол
Турнир проходил с 27 мая по 13 июня, участвовали сборные 17 стран. В 1/8 финала сборная Мексики проиграла сборной Испании и выбыла из дальнейшей борьбы.
| 30 мая 1928 14:00                                                      | \| Испания \| 7:1 (3:0) отчёт \| Мексика \| \| Регейро 13′, 27′ · Йермо 43′, 63′, 85′ · Маркулета 66′ · Марискаль 70′ \| Голы \| Карреньо 76′ \| | Стадион: Олимпийский, Амстердам Зрителей: 2344 Судья: Габор Боронкаи |
| Испания                                                                | 7:1 (3:0) отчёт | Мексика                                                              |
| Регейро 13′, 27′ · Йермо 43′, 63′, 85′ · Маркулета 66′ · Марискаль 70′ | Голы | Карреньо 76′                                                         |

Кроме этого, она сыграла утешительный матч с Чили, но тоже проиграла. Результаты утешительного турнира были приняты ФИФА, но в отчёт игр эти матчи не записаны.
| 5 июня 1928 14:00      | \| Чили \| 3:1 (1:1) отчёт \| Мексика \| \| Субиабре 24′, 48′, 89′ \| Голы \| Сота 15′ \| | Стадион: Монникенхёйзе, Арнем Зрителей: 5000 Судья: Йоб Мюттерс |
| Чили                   | 3:1 (1:1) отчёт                                                                           | Мексика                                                         |
| Субиабре 24′, 48′, 89′ | Голы                                                                                      | Сота 15′                                                        |